# Барботин, Иван Романович
Иван Романович Барбо́тин — инженер-химик, руководитель предприятий химической промышленности,.

## Биография
После окончания института получил направление на открывшийся в 1931 году Владимирский химический завод. Через неделю работы сменным инженером назначен начальником асфальтопекового цеха. С июня 1937 года директор завода.
С 1939 года главный инженер «Главхимпласта» НКТП. В 1942—1944 годах — директор химзавода в —Новосибирске. С 1944 года — директор Государственного союзного Охтинского химкомбината. В 1952—1953 годах — начальник отдела «С» завода «Рулон». С 1953 года — начальник ПГУ МХП.
Автор книги: Сегодня и завтра ленинградской химии [Текст]. - Ленинград : Лениздат, 1964. - 106 с. : ил.; 20 см.

## Признание
- Сталинская премия третьей степени (1951) — за разработку нового промышленного метода получения уксусного ангидрида и уксусной кислоты
- Сталинская премия третьей степени (1952) — за промышленное освоение метода производства химического продукта.
- орден Ленина
- два ордена Трудового Красного Знамени
- орден «Знак Почёта» (1939)
- Почётный химик (1973).